# Phyllodia
Phyllodia és un subgènere de ratpenats de la família dels mormoòpids. Les espècies d'aquest grup són originàries de Meso-amèrica i el Carib.

## Taxonomia
- P. alitonus
- P. fuscus
- P. mesoamericanus
- P. mexicanus
- Ratpenat de bigotis de Parnell (P. parnellii)
- P. portoricensis
- P. pristinus †
- P. pusillus
- P. rubiginosus